# ダーリィ・ダガー
ダーリィ・ダガー（DARLI DAGGER）は、SNKの対戦型格闘ゲーム『サムライスピリッツ』シリーズに登場する架空の人物。声優は小林ゆう。

## 概要
『SAMURAI SPIRITS（2019年）』にて初登場した女性キャラクターで、SNKの別作品『THE KING OF FIGHTERS XV』にも登場している。
ドリルにも変形する身の丈ほどもある巨大な鋸の「リバタリア」と、工具類を駆使して戦う。
あらゆる工具を使いこなす船大工。幼い頃に流れ着いた島で、海賊達から生きるための知恵を教え込まれた。よく海賊に間違われるが、ダーリィ曰く「なんでも作れる船大工」で、自分の仕事に誇りを持っている。ダーリィがやっている船工房の従業員は皆女性であることがエンディングで確認されている。
超人的な腕力の持ち主であり、彼女の拳に殴られた者は、一瞬にして、全身の骨が砕け散ると噂されている。
日の本から遠く離れた島で船工房を営んでいるが、とある夜に何者かの手により建造中の船が破壊されてしまったことから、事件の夜に目撃された「仮面を被った奇妙な大男」を追って大海原へと旅立った。

### コンセプト
怪力女性というコンセプトがあらかじめ決められて、ビジュアルを練ってから、ゲームの性能面が決まっていった。
キャラクターデザイナーの佐治有倫によれば、ダーリィは当初「ワッショイワッショイ」と喋りながら戦う火消しの男性だったが、周りのスタッフから「そんなキャラクター誰も好きになってくれない」と言われてしまった。そこから大工のアイディアが出てきて、なんとなくデザインした女性が格好良かったので、現在のダーリィの方向性となった。

### 衣装
肌は浅黒く、鎖骨ほどまで伸びた紫色の髪をドレッドヘアにしている。ターコイズグリーン、オレンジ、白、赤を基調としたビキニを身に着けている。頭にはバンダナを、腰には工具の入ったベルトを身に着けている。

## キャラクター性能
高い攻撃力とリーチの長い通常攻撃を持つパワーファイター。間合いにより威力が変化し、中距離では工具による強力で扱いやすい攻撃を仕掛けるが、近距離戦と遠距離戦は苦手とする。
素手時のみに使える技を持ち、ヒットすれば大逆転も狙える。

## 技の解説

### 必殺技
波刃乗り
斜め上に飛び上がり、多段ヒットする突進技。
落波
ハンマーを叩きつける中段攻撃。強で溜め押しすると、相手を気絶させる。
巻波
バールのような工具で相手を引き寄せて、蹴り付ける打撃投げ。
ダーリィの必殺技の中で最長のリーチを誇り、画面の半分以上をカバーする。
貫波
相手を掴んだ後、ドリルで貫くコマンド投げ技。
波砕き
素手状態でのみ使用可。超威力のパンチを繰り出し、弱、中だと踏み込みか飛び退きで中断可。強だと一発だけ斬撃や打撃を耐えて、ガード不能攻撃になる。
威力は秘奥義並に強力で、体力の8割を削れ、大逆転も狙える。

### 武器飛ばし必殺技
抉り波
強力なアッパーを放った後、連続斬りを放つ。

### 秘奥義
崩し波
斬り付けで相手を高く打ち上げ、巨大なドリルに変形したリバタリアで連続攻撃を放つ。

## 関連人物
- タムタム - ダーリィの工房で建造していた船を破壊した犯人と目される。犯人ではないらしいが、新しく造られた船の進水式に姿を現してダーリィ達に捕まってしまい、彼女に「けじめ」をつけられる。
- 覇王丸 - 『KOF XV』ではチームメイト
- ナコルル - 『KOF XV』ではチームメイト